# Vasaloppet

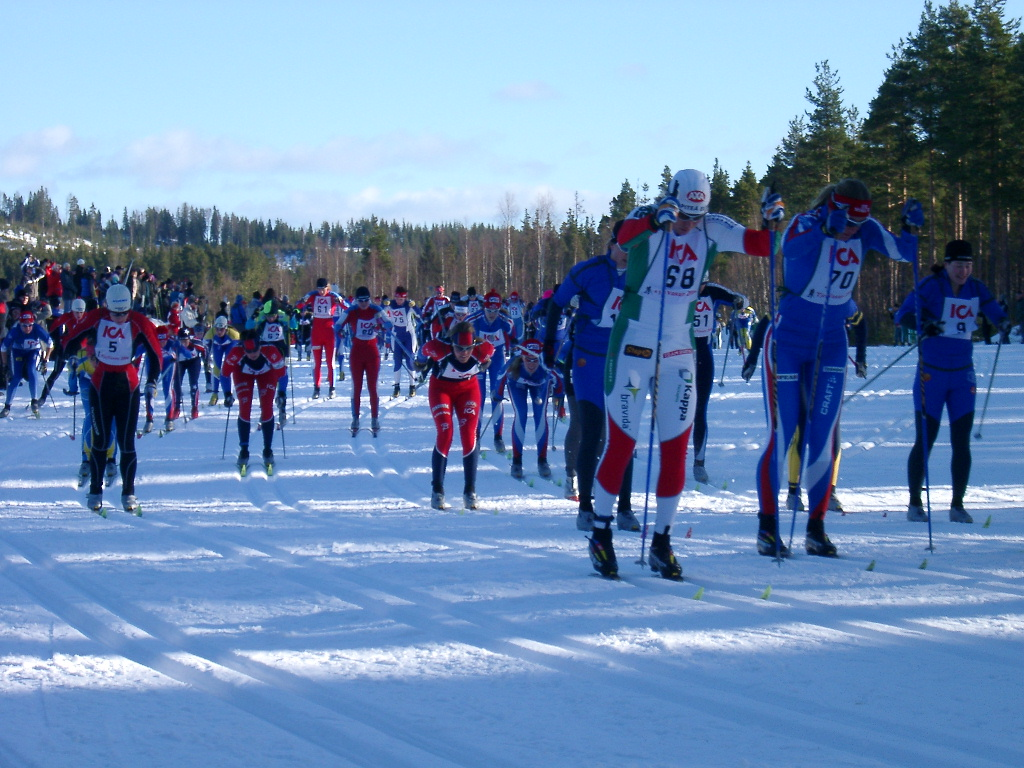
Partenza dell'edizione 2006 della Tejejvasa, gara femminile della Vasaloppet

La Vasaloppet è una gara di sci di fondo su lunga distanza (maratona sciistica), che si svolge annualmente nella regione della Dalarna, in Svezia, la prima domenica di marzo. È la più vecchia, più lunga e più grande gara di sci di fondo del mondo. Durante l'ottantesima edizione, disputata il 7 marzo 2004, circa 15.500 sciatori gareggiarono nella gara principale, che si svolge su una distanza di 90 chilometri tra il villaggio di Sälen e la città di Mora. Un totale di 40.000 persone ha partecipato ad una delle sette gare tenutesi nella prima settimana di marzo. La gara nacque nel 1922, ispirandosi al percorso che il futuro re Gustavo Vasa aveva compiuto nel 1520. Il vincitore della prima edizione fu Ernst Alm da Norsjö, che ancora oggi è il più giovane vincitore della gara.

## Storia

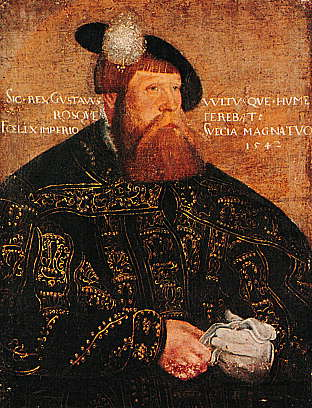
La Vasaloppet deve il nome al fallito tentativo di fuga di Gustavo Vasa, del 1520.

Nel 1520 il giovane nobile Gustav Ericsson Vasa stava sfuggendo alle truppe di Cristiano II, re di Svezia e delle nazioni dell'Unione di Kalmar. Gran parte della nobiltà svedese si opponeva al monarca, che era stato soprannominato Cristiano il Tiranno. Nel tentativo di zittire l'opposizione, Cristiano invitò l'aristocrazia svedese a un incontro di riconciliazione a Stoccolma, organizzato allo scopo di massacrarli tutti, compresi i genitori di Gustavo. Questo episodio diverrà noto come il bagno di sangue di Stoccolma. Gustavo stava fuggendo attraverso la Dalecarlia, temendo per la sua vita e di essere scoperto dalle truppe del re, quando parlò ad un'assemblea di uomini di Mora, cercando di convincerli ad imporre una tassa ed a dare il via ad una rivolta contro re Cristiano. Gli uomini non furono convinti e Gustavo Vasa iniziò il suo viaggio con gli sci verso la Norvegia, dove sperava di trovare rifugio. Venne raggiunto a Sälen da altri due sciatori. Gli uomini di Mora avevano cambiato idea e volevano che Gustavo guidasse la rivolta. Il 6 giugno 1523 Gustavo Vasa venne incoronato re di Svezia, avendo sconfitto il re danese Cristiano e dissolto l'Unione di Kalmar.

## Gare gemelle
Una gara gemella della Vasaloppet svedese si tiene annualmente, la terza domenica di febbraio, a Mora (Minnesota). La Vasaloppet statunitense comprende due gare a tecnica libera di 35 e 58 chilometri e una a tecnica classica di 42 chilometri, oltre a diversi altri eventi nella città e nei dintorni. I vincitori e le vincitrici della Vasaloppet statunitense vincono un viaggio per gareggiare nella Vasaloppet svedese.
La Vasaloppet svedese fa parte della Worldloppet Ski Federation, una serie di gare di sci di fondo su lunga distanza.

## Vincitori

### Uomini
| Anno | Nome                                          | Club/Nazione                            | Tempo      |
| ---- | --------------------------------------------- | --------------------------------------- | ---------- |
| 1922 | Ernst Alm                                     | IFK Norsjö, Svezia                      | 7:32:49    |
| 1923 | Oskar Lindberg                                | IFK Norsjö, Svezia                      | 6:32:41    |
| 1924 | John Lindgren                                 | IFK Umeå, Svezia                        | 6:53:26    |
| 1925 | Sven Utterström                               | Bodens BK, Svezia                       | 6:03:55    |
| 1926 | Per-Erik Hedlund                              | Malungs IF, Svezia                      | 5:36:07    |
| 1927 | Konrad Pettersson                             | Luleå SK, Svezia                        | 6:19:32    |
| 1928 | Per-Erik Hedlund e Sven Utterström (ex aequo) | Särna SK, Svezia Bodens BK, Svezia      | 5:33:23    |
| 1929 | Johan Abram Persson                           | Arjeplogs SK, Svezia                    | 6:38:22    |
| 1930 | Verner Lundström                              | Arvidsjaurs IF, Svezia                  | 6:56:30    |
| 1931 | Anders Ström                                  | IFK Mora, Svezia                        | 6:37:47    |
| 1932 | Cancellata                                    | Cancellata                              | Cancellata |
| 1933 | Arthur Häggblad                               | IFK Umeå, Svezia                        | 5:57:09    |
| 1934 | Cancellata                                    | Cancellata                              | Cancellata |
| 1935 | Arthur Häggblad                               | IFK Umeå, Svezia                        | 6:08:55    |
| 1936 | Sven Hansson                                  | Lima IF, Svezia                         | 6:31:55    |
| 1937 | Arthur Häggblad                               | IFK Umeå, Svezia                        | 6:05:56    |
| 1938 | Elias Nilsson                                 | Östersunds SK, Svezia                   | 5:48:28    |
| 1939 | Alfred Lif                                    | Orsa IF, Svezia                         | 5:35:59    |
| 1940 | Arthur Häggblad                               | IFK Umeå, Svezia                        | 6:23:57    |
| 1941 | Mauritz Brännström                            | IFK Norsjö, Svezia                      | 6:51:12    |
| 1942 | Olle Wiklund                                  | IFK Bergvik, Svezia                     | 5:31:50    |
| 1943 | Nils 'Mora-Nisse' Karlsson                    | IFK Mora, Svezia                        | 5:47:10    |
| 1944 | Gösta Andersson                               | IFK Umeå, Svezia                        | 5:18:43    |
| 1945 | Nils 'Mora-Nisse' Karlsson                    | IFK Mora, Svezia                        | 6:27:59    |
| 1946 | Nils 'Mora-Nisse' Karlsson                    | IFK Mora, Svezia                        | 6:08:42    |
| 1947 | Nils 'Mora-Nisse' Karlsson                    | IFK Mora, Svezia                        | 5:59:35    |
| 1948 | Nils 'Mora-Nisse' Karlsson                    | IFK Mora, Svezia                        | 5:35:13    |
| 1949 | Nils 'Mora-Nisse' Karlsson                    | IFK Mora, Svezia                        | 5:44:09    |
| 1950 | Nils 'Mora-Nisse' Karlsson                    | IFK Mora, Svezia                        | 6:08:25    |
| 1951 | Nils 'Mora-Nisse' Karlsson                    | IFK Mora, Svezia                        | 5:27:20    |
| 1952 | Sigfrid Mattsson                              | Skarpnäcks IF, Svezia                   | 5:09:45    |
| 1953 | Nils 'Mora-Nisse' Karlsson                    | IFK Mora, Svezia                        | 5:01:55    |
| 1954 | Pekka Kuvaja                                  | Finlandia                               | 6:22:51    |
| 1955 | Sixten Jernberg                               | Lima IF, Svezia                         | 5:27:28    |
| 1956 | Sigvard Jonsson                               | Rossöns IK, Svezia                      | 5:23:36    |
| 1957 | Gunnar Larsson                                | Oxbergs IF, Svezia                      | 6:23:40    |
| 1958 | Gunnar Larsson                                | Oxbergs IF, Svezia                      | 5:31:50    |
| 1959 | Sune Larsson                                  | Oxbergs IF, Svezia                      | 5:13:28    |
| 1960 | Sixten Jernberg                               | Lima IF, Svezia                         | 5:13:26    |
| 1961 | David Johansson                               | Delsbo IF, Svezia                       | 4:45:10    |
| 1962 | Janne Stefansson                              | Sälens IF, Svezia                       | 5:07:46    |
| 1963 | Janne Stefansson                              | Sälens IF, Svezia                       | 4:56:25    |
| 1964 | Janne Stefansson                              | Sälens IF, Svezia                       | 5:32:07    |
| 1965 | Janne Stefansson                              | Sälens IF, Svezia                       | 4:35:03    |
| 1966 | Janne Stefansson                              | Sälens IF, Svezia                       | 5:52:38    |
| 1967 | Assar Rönnlund                                | IFK Umeå, Svezia                        | 5:20:22    |
| 1968 | Janne Stefansson                              | Sälens IF, Svezia                       | 4:39:49    |
| 1969 | Janne Stefansson                              | Sälens IF, Svezia                       | 4:50:07    |
| 1970 | Lars-Arne Bölling                             | IFK Mora, Svezia                        | 5:08:38    |
| 1971 | Ole Ellefsæter                                | Norvegia                                | 5:12:56    |
| 1972 | Lars-Arne Bölling                             | IFK Mora, Svezia                        | 5:35:19    |
| 1973 | Pauli Siitonen                                | Finlandia                               | 4:42:11    |
| 1974 | Matti Kuosku                                  | Högbo IF, Svezia                        | 5:06:23    |
| 1975 | Gert-Dietmar Klause                           | Germania Est                            | 4:20:29    |
| 1976 | Matti Kuosku                                  | Högbo IF, Svezia                        | 4:09:07    |
| 1977 | Ivan Garanin                                  | Unione Sovietica                        | 4:30:34    |
| 1978 | Jean-Paul Pierrat                             | Francia                                 | 5:20:12    |
| 1979 | Ola Hassis                                    | Orsa IF, Svezia                         | 4:05:58    |
| 1980 | Walter Mayer                                  | Austria                                 | 4:08:02    |
| 1981 | Sven-Åke Lundbäck                             | IFK Råneå, Svezia                       | 4:29:32    |
| 1982 | Lasse Frykberg                                | IFK Mora, Svezia                        | 4:28:50    |
| 1983 | Konrad Hallenbarter                           | Svizzera                                | 3:58:08    |
| 1984 | Hans Persson                                  | Åsarna IK, Svezia                       | 4:14:14    |
| 1985 | Bengt Hassis                                  | Orsa IF, Svezia                         | 4:45:43    |
| 1986 | Bengt Hassis                                  | Orsa IF, Svezia                         | 3:48:55    |
| 1987 | Anders Larsson                                | Bondsjöhöjden, Svezia                   | 4:20:20    |
| 1988 | Anders Blomqvist e Örjan Blomquist (ex aequo) | IFK Lidingö, Svezia IFK Lidingö, Svezia | 4:47:04    |
| 1989 | Jan Ottosson                                  | Åsarna IK, Svezia                       | 5:09:33    |
| 1990 | Cancellata                                    | Cancellata                              | Cancellata |
| 1991 | Jan Ottosson                                  | Åsarna IK, Svezia                       | 5:07:11    |
| 1992 | Jan Ottosson                                  | Åsarna IK, Svezia                       | 3:57:04    |
| 1993 | Håkan Westin                                  | Graningealliansen, Svezia               | 4:02:10    |
| 1994 | Jan Ottosson                                  | Åsarna IK, Svezia                       | 4:06:19    |
| 1995 | Sven-Erik Danielsson                          | Dala-Järna IK, Svezia                   | 4:11:09    |
| 1996 | Håkan Westin                                  | Graningealliansen, Svezia               | 4:01:15    |
| 1997 | Michail Botvinov                              | Austria                                 | 4:11:41    |
| 1998 | Peter Göransson                               | Åsarna IK, Svezia                       | 3:38:57    |
| 1999 | Staffan Larsson                               | IFK Mora, Svezia                        | 4:31:37    |
| 2000 | Raul Olle                                     | Estonia                                 | 4:14:38    |
| 2001 | Henrik Eriksson                               | IFK Mora, Svezia                        | 4:01:22    |
| 2002 | Daniel Tynell                                 | Falun/Borlänge SK, Svezia               | 3:58:52    |
| 2003 | Oskar Svärd                                   | Sollefteå SK, Svezia                    | 3:58:23    |
| 2004 | Anders Aukland                                | Norvegia                                | 3:48:42    |
| 2005 | Oskar Svärd                                   | Ulricehamns IF, Svezia                  | 3:51:47    |
| 2006 | Daniel Tynell                                 | Grycksbo IF, Svezia                     | 4:34:09    |
| 2007 | Oskar Svärd                                   | Ulricehamns IF, Svezia                  | 4:43:40    |
| 2008 | Jørgen Aukland                                | Team Xtra Personnel, Norvegia           | 4:13:45    |
| 2009 | Daniel Tynell                                 | Grycksbo IF, Svezia                     | 4:10:56    |
| 2010 | Jörgen Brink                                  | Hudiksvalls IF, Svezia                  | 4:02:59    |
| 2011 | Jörgen Brink                                  | Hudiksvalls IF, Svezia                  | 3:51:51    |
| 2012 | Jörgen Brink                                  | Team United Bakeries, Svezia            | 3:38:41    |
| 2013 | Jørgen Aukland                                | Team Xtra Personnel, Norvegia           | 3:50:49    |
| 2014 | John Kristian Dahl                            | Team United Bakeries, Norvegia          | 4:14:33    |
| 2015 | Petter Eliassen                               | Team LeasePlan Go, Norvegia             | 4:01:48    |
| 2016 | John Kristian Dahl                            | Team United Bakeries, Norvegia          | 4:08:00    |
| 2017 | John Kristian Dahl                            | Team United Bakeries, Norvegia          | 3:57:18    |
| 2018 | Andreas Nygaard                               | Norvegia                                | 4:24:36    |

### Donne
| Anno | Nome                     | Club/Nazione              | Tempo   |
| ---- | ------------------------ | ------------------------- | ------- |
| 1997 | Sofia Lind               | Åsarna IK, Svezia         | 5:06:35 |
| 1998 | Kerrin Petty             | IFK Mora, USA             | 4:17:02 |
| 1999 | Sofia Lind               | Åsarna IK, Svezia         | 5:04:50 |
| 2000 | Svetlana Nagejkina       | Russia                    | 4:52:35 |
| 2001 | Ulrica Persson           | SK Bore, Svezia           | 4:31:05 |
| 2002 | Svetlana Nagejkina       | Bielorussia               | 4:38:47 |
| 2003 | Ulrica Persson           | SK Bore, Svezia           | 4:32:57 |
| 2004 | Sofia Lind               | Åsarna IK, Svezia         | 4:20:28 |
| 2005 | Sofia Lind               | Åsarna IK, Svezia         | 4:24:09 |
| 2006 | Cristina Paluselli       | Italia                    | 4:59:24 |
| 2007 | Elin Ek                  | IFK Mora SK, Svezia       | 4:48:29 |
| 2008 | Sandra Hansson           | Uddevalla IS, Svezia      | 4:47:16 |
| 2009 | Sandra Hansson           | Uddevalla IS, Svezia      | 4:43:13 |
| 2010 | Susanne Nyström          | IFK Mora SK, Svezia       | 4:33:07 |
| 2011 | Jenny Hansson            | Östersunds SK, Svezia     | 4:25:30 |
| 2012 | Vibeke Skofterud         | Slitu IF, Norvegia        | 4:08:24 |
| 2013 | Laila Kveli              | Lierne IL, Norvegia       | 4:22:22 |
| 2014 | Laila Kveli              | Lierne IL, Norvegia       | 4:31:57 |
| 2015 | Justyna Kowalczyk        | Polonia                   | 4:41:02 |
| 2016 | Katerina Smutna          | Austria                   | 4:17:56 |
| 2017 | Britta Johansson Norgren | Sollefteå SK, Svezia      | 4:19:43 |
| 2018 | Lina Korsgren            | Åre Längdskidklubb Svezia | 4:41:50 |